# Kölaby kyrka
Kölaby kyrka är en kyrkobyggnad i utkanten av Trädet i Ulricehamns kommun. Den tillhör sedan 2006 Redvägs församling (tidigare Kölaby församling) i Skara stift.

## Kyrkobyggnaden
Nuvarande stenkyrka står på platsen för en tidigare medeltida föregångare. Den uppfördes åren 1832-1836 efter ritningar av arkitekt P. G. Friberg i tidens empirstil. Byggnaden består av långhus med tresidigt kor i öster och torn i väster. Norr om koret finns en vidbyggd sakristia. Ytterväggarna är spritputsade. Alla tak är täckta med falsad plåt. Interiören är ljus och ger ett lugnt intryck. På 1930- och 1950-talet tillkom måleri i fönstersmygar och på läktare utfört av Carl Otto Svensson, som även svarade för 1953 års renovering då interiören målades om i ljusa färger.

## Inventarier

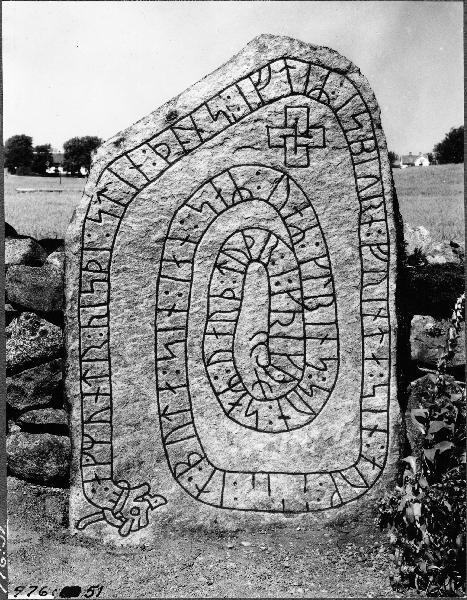
Runsten Vg 178.

- Nuvarande predikstol tillkom 1892 och ersatte en predikstol från 1670 vars skulpturer återanvändes. År 1953 tillkom ett ljudtak ritat av arkitekt Bernhard Schill.
- Altaruppsatsen i nygotisk stil är tillverkad 1892 efter ritningar av arkitekt Erik Josephson och har en altartavla målad av Anders Gustav Ljungström.
- En dopfunt donerades till kyrkan 1947.
- Av den medeltida dopfunten återstår endast foten av sandsten, som är 30 cm hög.[1]
- En runsten, Vg 178, är uppställd i vapenhuset.[2]

### Orglar
- 1867 byggde Erik Adolf Setterquist, Örebro, en orgel med 7 stämmor. Den kostade 2 600 rdr och blev skänkt komplett av patron lantbrukaren D. Bohman och hans fru Hedda Arwidsson, ägare sedan 1850 av Lundby 1 mantal frälsesäteri. Orgeln blev avsynad 6 juli 1867.[3] Orgeln blev invigd 17 juli 1867.[4] Den stumma orgelfasaden på läktaren i väster är byggd 1867 av Svante Johansson i Liared.
- 1953 blev orgelverket utbytt mot ett nytt pneumatiskt byggt av Liareds orgelbyggeri, varvid dock merparten av Setterquists pipmaterial från 1867 års orgel kan vara återanvänt. Orgeln har tretton stämmor fördelade på två manualer och pedal.

Kororgel
- Till höger om altaret finns även en kororgel med ett mekaniskt verk byggt 2014 av A. Magnusson Orgelbyggeri AB medan fasaden tillverkades omkring 1970 av Grönlunds Orgelbyggeri. Orgeln har sex stämmor fördelade på manual och pedal.[5]